# Усая
Усая (бел. Уса́я) — деревня в Ушачском районе Витебской области Белоруссии. Входит в состав Веркудского сельсовета. В деревне есть одноименное озеро.

## География
Пролегает дорога Н2007.

### Гидрография
Озеро Усая.

## История
Известна с XVI века как имущество Савичей и Есьманов в Полоцком воеводстве Великого Княжества Литовского. В 1552 году в деревне 17 дымов вольных крестьян и 4 дома, принадлежавшие церкви св. Спас. С 1563 года центр Усайской волости. С 1662 года владение возного Левашкевича.
В XIX веке деревня — центр имения в Лепельском уезде. В 1808 году построена православная Покровская церковь, в 1864 году открыто народное училище, ежегодно проходили 2 ярмарки, имелся хлебозапасный магазин.  В 1878 году село — центр волости, владение помещицы Г. Сомищевой. В 1886 году — 41 двор, волостное правление. В 1905 году — 60 дворов.
С 20 августа 1924 деревня, центр Усайского сельсовета Ульского района. С 8 июля 1931 года в Ушачском районе. В 1925 году — 109 дворов, в 1941 году — 84 двора.
С 20 февраля 1938 года в Витебской области. В 1939 году центр сельсовета перенесен в деревню Ровное Поле.
В Великую Отечественную войну в 1943 году немецкие оккупационные власти сожгли деревню и погубили 46 жителей.
С 1954 по 2004 гг. в Дубровском сельсовете.

## Население

### Численность
- 2019 год — 11 жителей

### Динамика
- 1999 год — 37 жителей (перепись населения)
- 2009 год — 17 жителей (перепись населения)[4]
- 2019 год — 11 жителей (перепись населения)

## Галерея

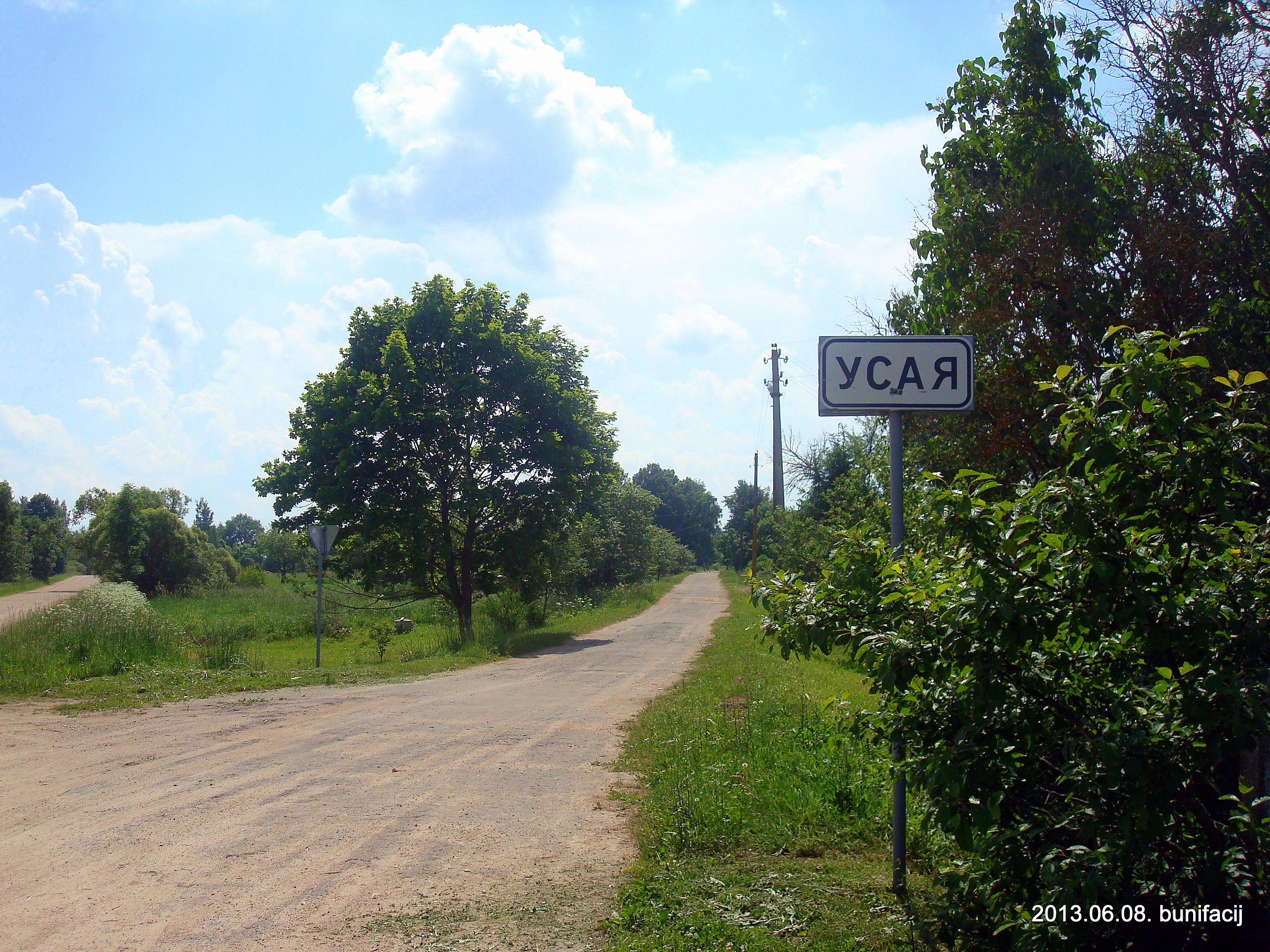
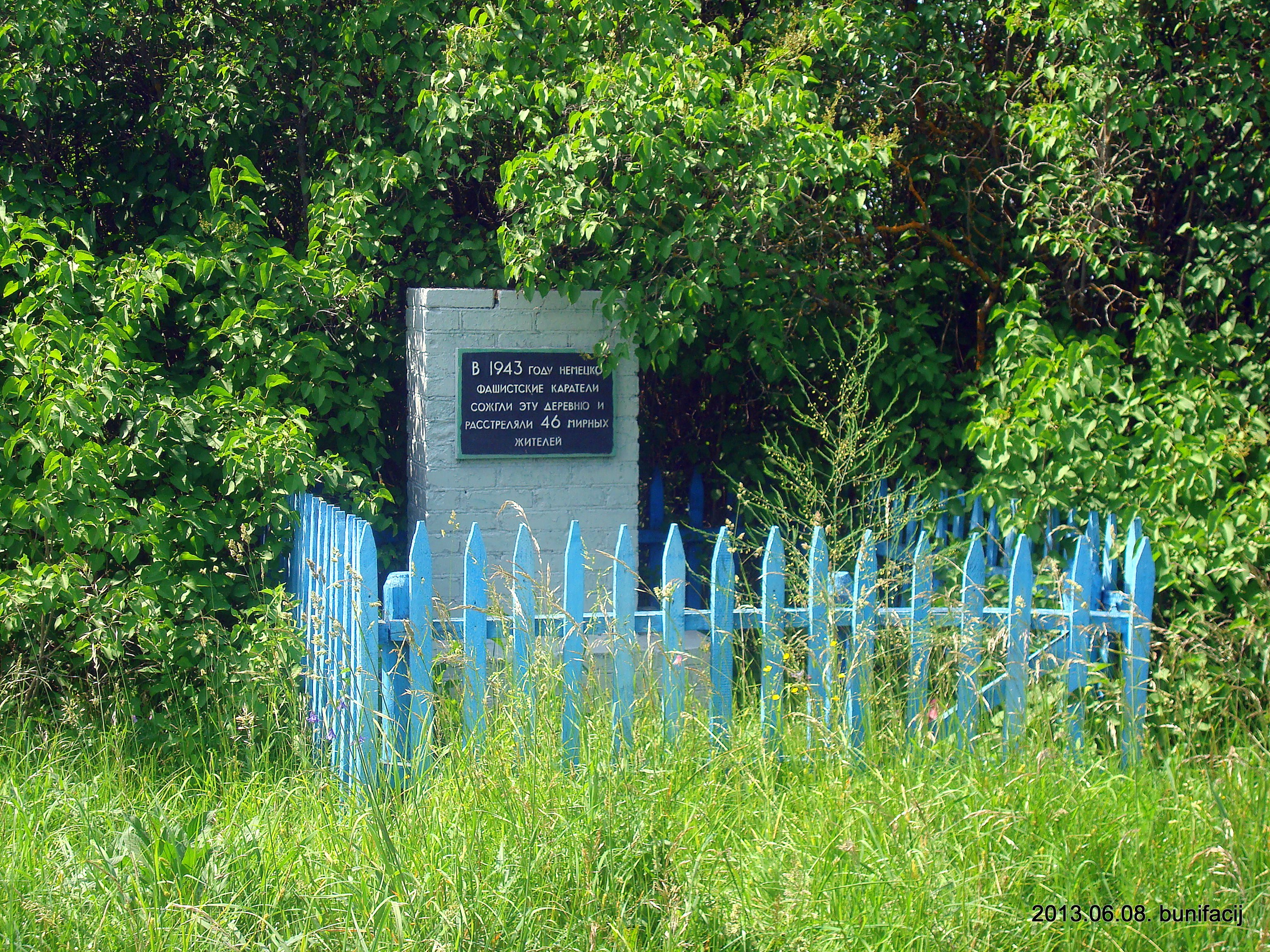
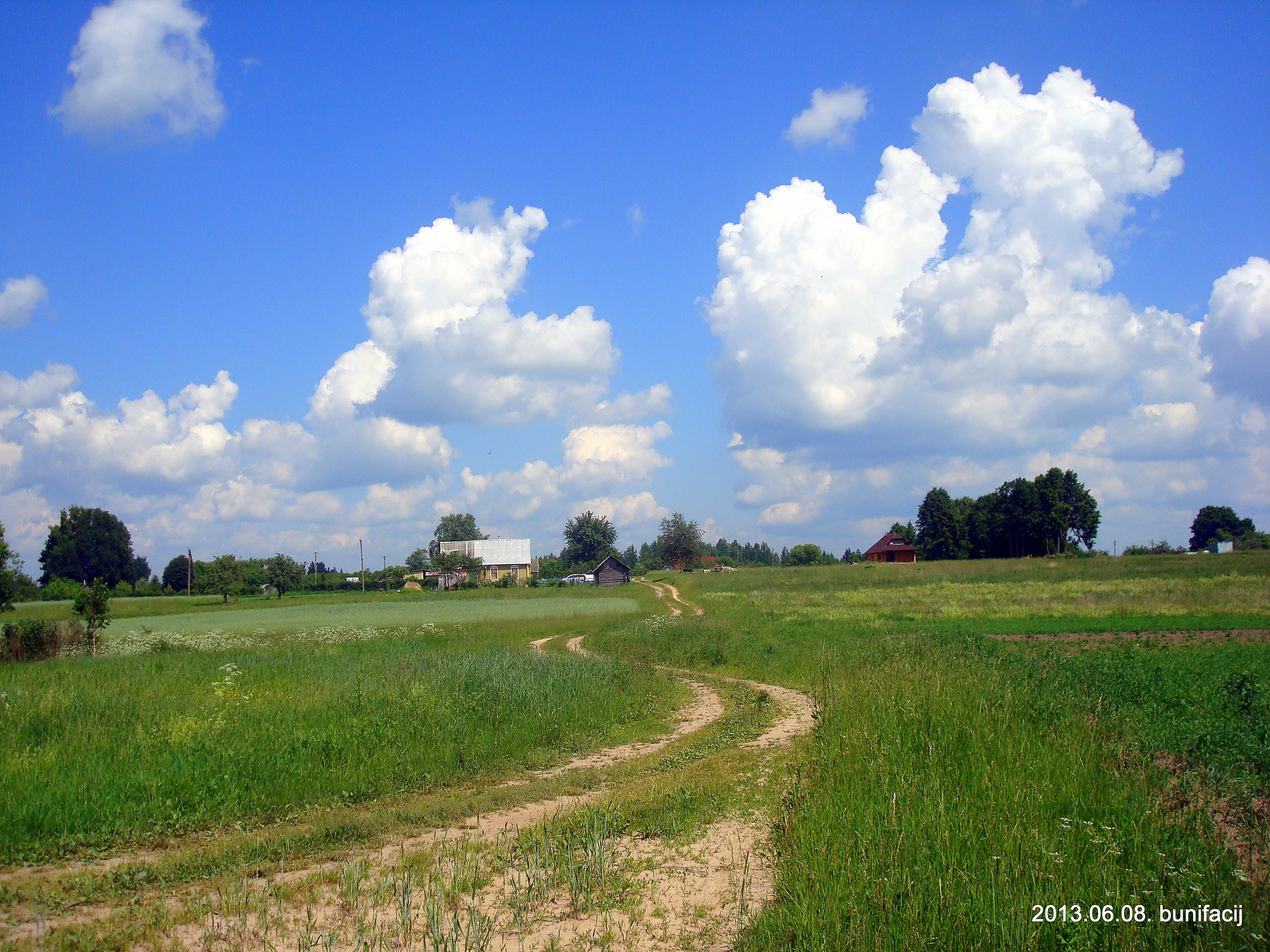
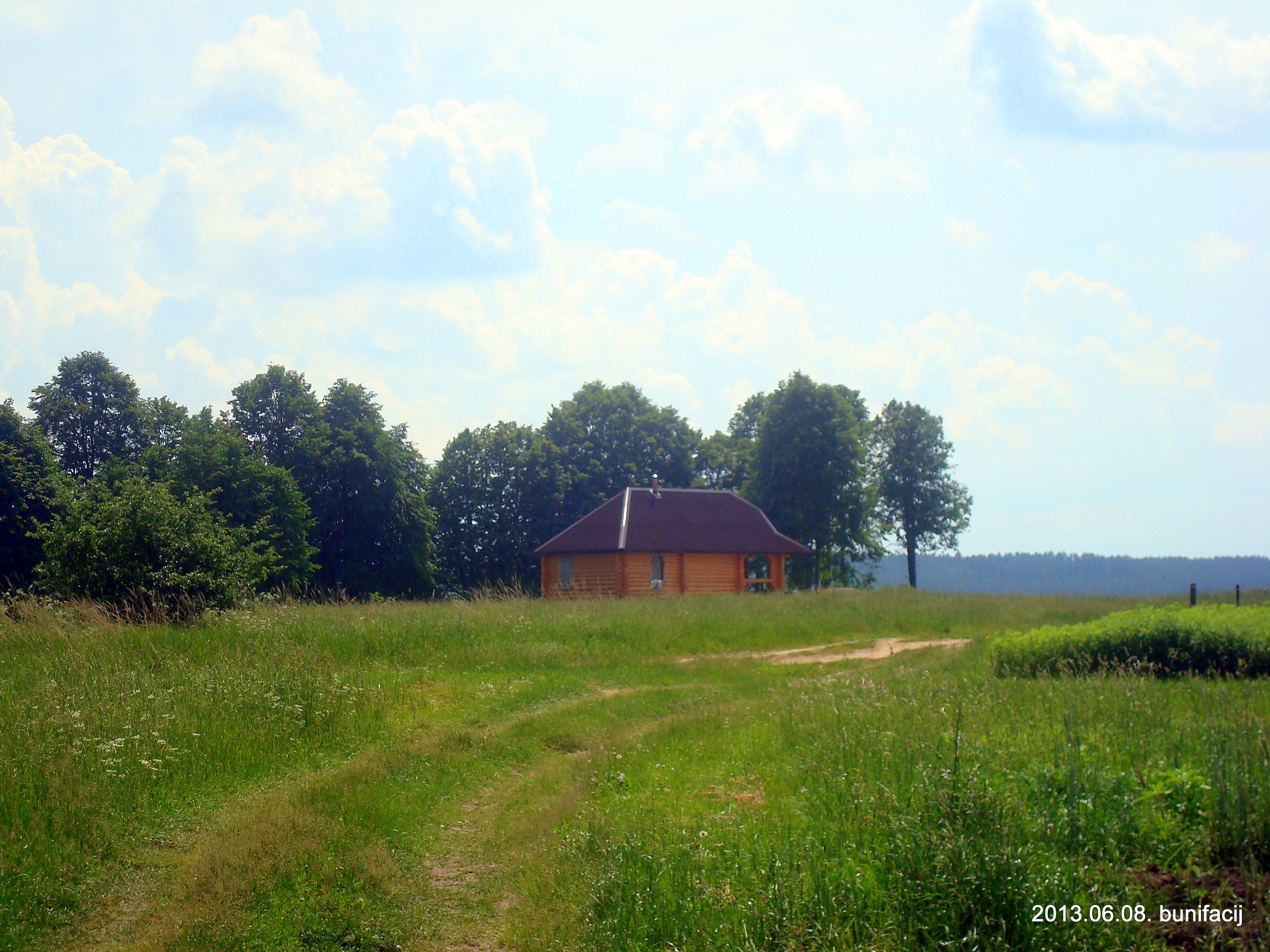

## Достопримечательность
- Памятник жертвам фашизма